# Bezirk Südoststeiermark
Der Bezirk Südoststeiermark ist ein politischer Bezirk des Landes Steiermark. Er entspricht dem Gerichtsbezirk Feldbach.

## Geschichte
Der Bezirk Südoststeiermark entstand am 1. Jänner 2013 durch Zusammenlegung der Bezirke Radkersburg und Feldbach.
Erster Bezirkshauptmann des neuen Bezirks wurde der bisherige Radkersburger Bezirkshauptmann Alexander Majcan.
Die beiden Bezirke, die an der burgenländischen Grenze liegen, stellten schon vor der Zusammenlegung eine Raumplanungsregion der Steiermark dar.
Im Rahmen der Gemeindestrukturreform in der Steiermark liegen seit 2015 durch Gemeindezusammenlegungen über Bezirksgrenzen die Gemeindegebiete von Mitterlabill, Schwarzau im Schwarzautal und Weinburg am Saßbach im Bezirk Leibnitz sowie das Gemeindegebiet von Petersdorf II im Bezirk Graz-Umgebung. Die Grenzen der Bezirke wurden so geändert, dass die neuen Gemeinden vollständig in einem Bezirk liegen.
Mit Ende des Jahres 2019 wurde die Gemeinde Murfeld aufgelöst und auf die beiden Gemeinden Sankt Veit in der Südsteiermark und Straß in Steiermark (beide im Bezirk Leibnitz) aufgeteilt:
- die Katastralgemeinde Seibersdorf bei St. Veit wurde in die Marktgemeinde Sankt Veit eingemeindet,
- die Katastralgemeinden Oberschwarza, Unterschwarza, Lichendorf und Weitersfeld wurden in die Marktgemeinde Straß eingemeindet.[5][6]

Damit wurde das Gebiet der aufgelösten Gemeinde Murfeld dem Gerichtsbezirk und Nachbarbezirk Leibnitz zugewiesen, die Einwohnerzahl des Bezirks Südoststeiermark wurde um 1671 kleiner, die Fläche um 24,22 km² weniger.

## Geographie
Landschaftlich umfasst die Region den Südteil des Oststeirischen Hügellands (Riedelland), charakteristisch gegliedert durch primär südwärts streifende Bäche zur Mur, die auch die Grenze zu Slowenien bildet. Nach Norden ist die Grenze unspezifisch die Wasserscheide in das Flussgebiet der Raab, von dem Teile auch noch zu dieser Region gehören. In der Region liegt ein Gutteil des oststeirischen Vulkangebietes, mit typischen Vulkankegeln wie Riegersburg, Gleichenberger Kogel, Stradner Kogel, Klöcher Massiv. Im Osten setzt sich die Landschaft (mit den Südzipfel des Südburgenlands) im slowenisch-ungarischen Prekmurje/Őrség und Porabje/Vendvidék fort. Das Grenzgebiet bildet den Dreiländer–Naturpark Raab–Örség–Goričko, zu dem der Naturpark Raab gehört.

### Nachbarbezirke und Regionen
| Bez. Weiz Bez. Graz-Umgebung Steirischer Zentralraum | Bez. Hartberg-Fürstenfeld Oststeiermark     | Bez. Jennersdorf Südburgenland (Burgenland) |
| Bez. Leibnitz Südweststeiermark                      | Kompassrose, die auf Nachbargemeinden zeigt |                                             |
| Podravska (Rep. Slowenien) (S)                       |                                             | Pomurska (Rep. Slowenien) (S)               |

(S) Statistische Regionen; Slowenien hat keine den Bezirken entsprechende Verwaltungsgliederung. Eine Neuordnung ist in Planung, die Verwaltungseinheiten werden vermutlich den Regionen entsprechen
Statistisch fällt der Bezirk in die NUTS-Region Oststeiermark AT225, die auch die Planungsregion Oststeiermark umfasst.
Die Region hat 983,09 km² Katasterfläche, davon 734 km² (mit Murfeld) Dauersiedlungsraum, und 83.901 Einwohner (Stand: 1. Jänner 2024). 68,7 % der Gesamtfläche sind Dauersiedlungsraum, der höchste Wert aller steirischen Regionen. Die Bevölkerungsdichte liegt mit 85 Einw. pro km² deutlich über dem steirischen Durchschnitt (76; Österreich 106), die Bevölkerungsdichte im Dauersiedlungsraum beträgt 114 EW/km² (Steiermark 233, Österreich 259).

Die sieben Planungsregionen der Steiermark: Südoststeiermark (7)

Regionale Zentren sind Bad Radkersburg (3.227 Ew.) und Feldbach (13.515 Ew.), als teilregionale Versorgungszentren haben Deutsch Goritz, Fehring, Gnas, St. Stefan i. R., Halbenrain, Mureck und Straden Bedeutung.

## Angehörige Gemeinden

Im Rahmen der Gemeindestrukturreform 2014/15 wurde die Zahl der Gemeinden im Bezirk ab 2015 deutlich verringert. Seit Jänner 2015 bestand der Bezirk aus den Gebieten von 26 Gemeinden.
Nach Auflösung der Gemeinde Murfeld, welche sich in die im Bezirk Leibnitz liegenden Gemeinden Straß in Steiermark und Sankt Veit in der Südsteiermark fusionierte, sind es 25 Gemeinden, darunter die vier Stadtgemeinden Feldbach, Fehring, Bad Radkersburg und Mureck und 13 Marktgemeinden.

### Liste der Gemeinden im Bezirk Südoststeiermark
Die Einwohnerzahlen der Tabelle stammen vom 1. Jänner 2024,
Regionen sind Kleinregionen der Steiermark
| Gemeinde                  | Lage | Ew     | km²   | Ew / km² | Gerichtsbezirk | Region                                                                        | Typ             | Foto | Metadaten         |
| ------------------------- | ---- | ------ | ----- | -------- | -------------- | ----------------------------------------------------------------------------- | --------------- | ---- | ----------------- |
| Bad Gleichenberg          |      | 5.227  | 38,73 | 135      | Feldbach       | 086 Bad Gleichenberg aufgelöst 18. Juli 2015                                  | Gemeinde        | ja   | Gem.Kennz.: 62375 |
| Bad Radkersburg           |      | 3.227  | 29,96 | 108      | Feldbach       | 105 Radkersburg                                                               | Stadt- gemeinde | ja   | Gem.Kennz.: 62376 |
| Deutsch Goritz            |      | 1.767  | 33,74 | 52       | Feldbach       | 040 Mureck aufgelöst 20. Mai 2017                                             | Gemeinde        | ja   | Gem.Kennz.: 62377 |
| Edelsbach bei Feldbach    |      | 1.362  | 16,10 | 85       | Feldbach       | 036 Riegersburg aufgelöst 27. März 2020                                       | Gemeinde        | ja   | Gem.Kennz.: 62311 |
| Eichkögl                  |      | 1.392  | 14,94 | 93       | Feldbach       | 075 Kirchberg aufgelöst 2. Dezember 2017                                      | Gemeinde        | ja   | Gem.Kennz.: 62314 |
| Fehring                   |      | 7.193  | 87,08 | 83       | Feldbach       | 047 Fehring aufgelöst 20. Februar 2021                                        | Stadt- gemeinde | ja   | Gem.Kennz.: 62378 |
| Feldbach                  |      | 13.515 | 67,13 | 201      | Feldbach       | 071 Feldbach 086 Bad Gleichenberg aufgelöst 18. Juli 2015                     | Stadt- gemeinde | ja   | Gem.Kennz.: 62379 |
| Gnas                      |      | 5.977  | 81,42 | 73       | Feldbach       | 096 Gnas                                                                      | Markt- gemeinde | ja   | Gem.Kennz.: 62380 |
| Halbenrain                |      | 1.694  | 38,71 | 44       | Feldbach       | 105 Radkersburg                                                               | Markt- gemeinde | ja   | Gem.Kennz.: 62326 |
| Jagerberg                 |      | 1.611  | 29,03 | 55       | Feldbach       | 060 Saßtal                                                                    | Markt- gemeinde | ja   | Gem.Kennz.: 62330 |
| Kapfenstein               |      | 1.497  | 28,62 | 52       | Feldbach       | 077 Kapfenstein–St. Anna am Aigen–Frutten–Gießelsdorf aufgelöst 24. März 2018 | Gemeinde        | ja   | Gem.Kennz.: 62332 |
| Kirchbach-Zerlach         |      | 3.189  | 39,06 | 82       | Feldbach       | 079 Kirchbach–Labilltal                                                       | Markt- gemeinde | ja   | Gem.Kennz.: 62381 |
| Kirchberg an der Raab     |      | 4.634  | 43,81 | 106      | Feldbach       | 075 Kirchberg aufgelöst 2. Dezember 2017                                      | Gemeinde        | ja   | Gem.Kennz.: 62382 |
| Klöch                     |      | 1.155  | 16,39 | 70       | Feldbach       | 105 Radkersburg                                                               | Markt- gemeinde | ja   | Gem.Kennz.: 62335 |
| Mettersdorf am Saßbach    |      | 1.360  | 22,70 | 60       | Feldbach       | 060 Saßtal                                                                    | Markt- gemeinde | ja   | Gem.Kennz.: 62343 |
| Mureck                    |      | 3.508  | 38,69 | 91       | Feldbach       | 040 Mureck aufgelöst 20. Mai 2017                                             | Stadt- gemeinde | ja   | Gem.Kennz.: 62383 |
| Paldau                    |      | 3.095  | 39,12 | 79       | Feldbach       | 071 Feldbach                                                                  | Markt- gemeinde | ja   | Gem.Kennz.: 62384 |
| Pirching am Traubenberg   |      | 2.534  | 31,50 | 80       | Feldbach       | Stiefing (Stieflingtal)                                                       | Gemeinde        | ja   | Gem.Kennz.: 62385 |
| Riegersburg               |      | 5.005  | 71,18 | 70       | Feldbach       | 036 Riegersburg aufgelöst 27. März 2020                                       | Markt- gemeinde | ja   | Gem.Kennz.: 62386 |
| Sankt Anna am Aigen       |      | 2.375  | 32,65 | 73       | Feldbach       | 077 Kapfenstein–St. Anna am Aigen–Frutten–Gießelsdorf aufgelöst 24. März 2018 | Markt- gemeinde | ja   | Gem.Kennz.: 62387 |
| Sankt Peter am Ottersbach |      | 2.897  | 48,35 | 60       | Feldbach       | 082 Ottersbachtal                                                             | Markt- gemeinde | ja   | Gem.Kennz.: 62388 |
| Sankt Stefan im Rosental  |      | 3.788  | 43,04 | 88       | Feldbach       | 060 Saßtal                                                                    | Markt- gemeinde | ja   | Gem.Kennz.: 62389 |
| Straden                   |      | 3.450  | 56,34 | 61       | Feldbach       | 095 Straden                                                                   | Markt- gemeinde | ja   | Gem.Kennz.: 62390 |
| Tieschen                  |      | 1.210  | 18,10 | 67       | Feldbach       | 105 Radkersburg                                                               | Markt- gemeinde | ja   | Gem.Kennz.: 62368 |
| Unterlamm                 |      | 1.239  | 16,70 | 74       | Feldbach       | 047 Fehring aufgelöst 20. Februar 2021                                        | Gemeinde        | ja   | Gem.Kennz.: 62372 |